# Бернар Арно
Бернар Арно́ (фр. Bernard Arnault; нар. 5 березня 1949) — французький бізнесмен, президент і СEO групи компаній Louis Vuitton Moët Hennessy (LVMH). 
Визнаний найбагатшою людиною Європи за версією журналу «Forbes» 2018 року.
На липень 2023 року статок Бернара і його сімʼї оцінюється в $243,5 млдр.

## Життєпис
Бернард Арно родом із французького міста Рубе. У 1971 році закінчив престижну Політехнічну школу з інженерним дипломом, проте за спеціальністю майже не працював. Арно став компаньйоном батька і вже через 4 роки очолив сімейну будівельну фірму Ferret-Savinel. Ще через деякий час він домовився про продаж сімейної компанії і повідомив батька про продаж тільки після того, як угода вже була завершена. Після продажу сімейного бізнесу, Арно переїхав в США, де провів декілька років вивчаючи практики злиття і поглинання компаній корпораціями. Із США він повернувся озброєний арсеналом типово американських прийомів і практик з агресивного захоплення компаній.
У 1984 році увагу Арно привернув нещодавно збанкрутілий текстильний конгломерат Boussac, який до того ж володів будинком моди Christian Dior. Методично перетворюючи всі цінні активи Boussac у гроші, Арно вирішив залишити собі компанію Christian Dior. Незабаром він запустив проєкт по створенню компанії, яка стала би світовим лідером з предметів розкоші. З цією метою він з 1988 року почав скуповувати акції нещодавно створеної компанії Moёt Hennessy Louis Vuitton (LVMH). В середині 1990-х років він додав до складу LVMH будинки моди Givenchy і Celine, виробника годинників TAG Heuer, роздрібну мережу засобів особистої гігієни та косметики Sephora та ряд інших компаній. У 2000-х роках кількість підрозділів вже було понад 10, на 2024 рік їх близько 50. 
Наразі володіє контрольним пакетом французької компанії LVMH.

## Розслідування
2022 року Прокуратура Парижа почала розслідування фінансових операцій за участю Арно та російського бізнесмена Миколи Саркісова. Саркісов придбав нерухомість на розкішному альпійському курорті через складну угоду, в рамках якої Арно через одну зі своїх компаній надав кредит.

## Благодійність
16 квітня 2019 року родина Арно і його група LVMH, яка володіє брендом Louis Vuitton, виділили 200 млн євро на відновлення постраждалого від пожежі Нотр-Дам де Парі..

## Особисте життя
Був у шлюбі із першою дружиною Анною Деваврен. Мають двох дітей: Антуан і Делфін. 
Зараз у шлюбі із другою дружиною, піаністкою Елен Мерсʼє. Мають трьох синів. 

## Статки
Станом на червень 2021 року статки Арно та його родини перевищили $190 млрд, у грудні 2022 року Бернар став найзаможнішою людиною планети, обійшовши Ілона Маска, але у травні 2023 року Маск знову став найбагатшою людиною.